# London Stone (Grenzstein)

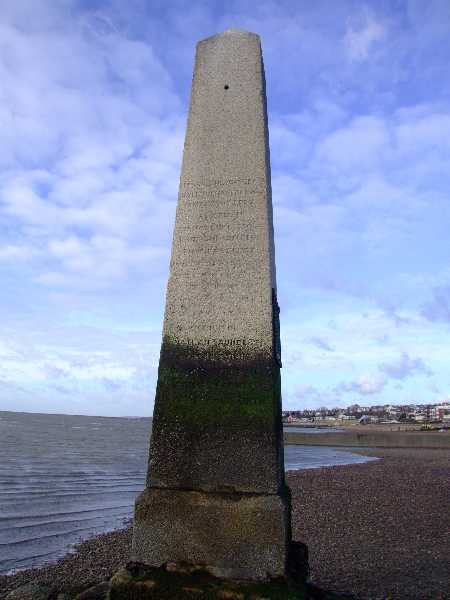
London Stone, The Crowstone

London Stone ist der Name von Grenzsteinen, die entlang der Flüsse Themse und River Medway stehen. Diese Steine markierten zuerst die Grenzen der Fischereirechte der City of London am Fluss. Im Laufe der Zeit entstanden daraus Verwaltungsgrenzen für die Schifffahrt.

## Geschichte
Bis 1350 hatte der englische König das alleinige Recht, in den Flüssen Englands zu fischen, und er erhob eine Gebühr von denjenigen, die von ihm lizenziert waren, um zu fischen.
1197 verkaufte Richard I, da er Geld für den Dritten Kreuzzug brauchte, die Fischereirechte für den Unterlauf der Themse an die City of London. Grenzsteine markierten die Ausdehnung dieses Rechts.
In viktorianischer Zeit kam der Lord Mayor mit einer Prozession und berührte den Stein in Staines-upon-Thames, um die Rechte der Stadt zu erneuern.
Die Kontrolle über den Fluss ging von der City of London an die Thames Conservancy, und unterhalb von Teddington Lock an die Port of London Authority und oberhalb davon an die Thames Water Authority und schließlich die Environment Agency.

## Staines-upon-Thames

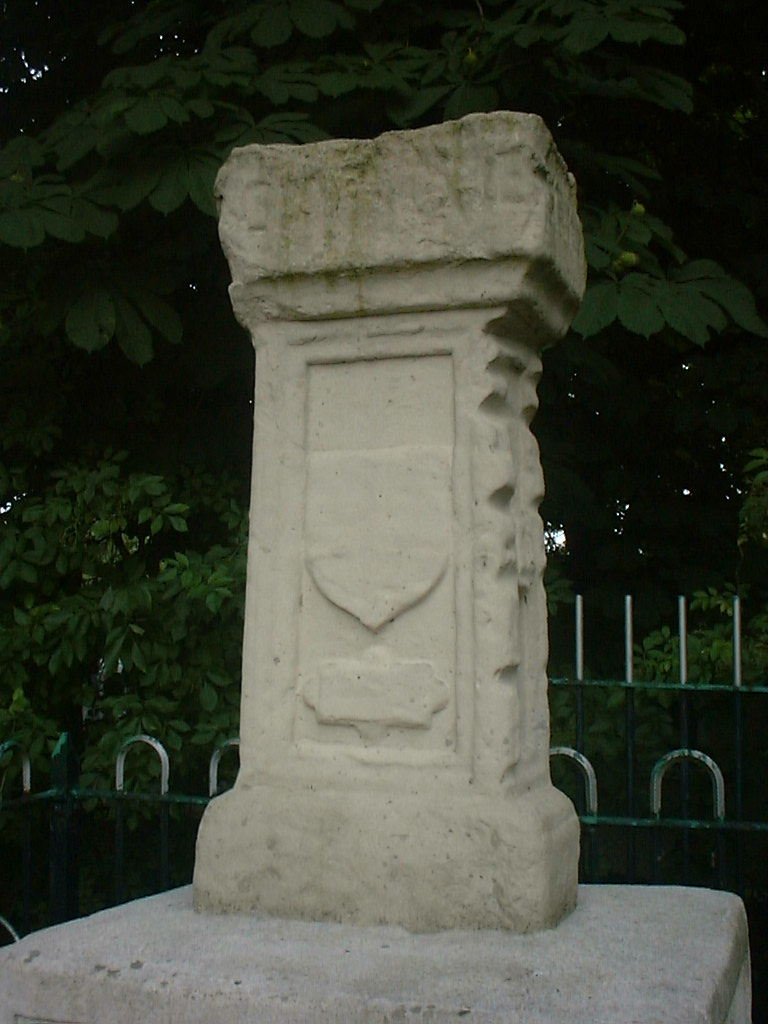
London Stone, Staines-upon-Thames

Im Mittelalter vor der Kanalisierung der Themse war Staines-upon-Thames der weiteste Punkt, an dem zweimal am Tag noch ein Einfluss der Tide festgestellt werden konnte. Jedes Mal stieg dann der Wasserstand um ein paar Millimeter im Vergleich zu den weiter flussaufwärts gelegenen Flussabschnitten und Gemeinden. Dieser London Stone markiert damit das obere Ende der Rechte der City of London. Die offizielle Funktion eines Grenzsteins der City of London Corporation wurde 1285 von Edward I zusammen mit den dazugehörigen Rechten in einer Urkunde bestätigt. Dass er am Fluss benutzt wurde, zeigen die halbrunden Einbuchtungen (auf der rechten Seite im Foto). Hier wurden die Zugseile der Pferde, die Kähne entlang des Flusses zogen, herumgelegt.

### Umsetzung der Steine in Staines upon Thames und Nachbildungen
Der Grenzstein in Staines hat seine Position im Lauf der Zeit mehrfach gewechselt.
1. Um 1750 wurde der ungefähr 0,6 m hohe Würfel mit seiner Steinsäule ungefähr 500 Meter flussaufwärts versetzt nach 51° 26′ 10,8″ N, 0° 31′ 18,3″ W in den Lammas Pleasure Ground am Fluss.
2. 1986 wurde der Stein in das Old Town Hall Arts Centre versetzt und eine Nachbildung im Lammas Pleasure Ground aufgestellt.
3. 2004 wurde das Original in das Spelthorne Museum gebracht.[3][4]

### Aussehen
Der Stein wurde im unteren Teil bearbeitet, was zu einer schmaleren Basis als der Spitze führte. Seine einzige Inschrift ist das sehr verwitterte Wort 'STANE' in der oberen Hälfte. Es ist das altenglische Wort für Stein. Die Inschrift ist undatiert, doch könnte es den Namen des Ortes erklären und darauf hindeuten, dass es mehrere dieser Steine gab. Im unteren Ende des Steins gibt es einen Schutzschild als Motiv mit einer nicht mehr lesbaren Inschrift. Der Stein steht auf einer deutlich breiteren Säule, in die die Namen von verschiedenen wichtigen Personen der City of London eingeschrieben sind, die an der Versetzung des Steins 1750 teilgenommen haben könnten.
Die Nachbildung ist auf Grund ihres Ortes ein Grade II geschütztes Baudenkmal, teilweise auch weil sie auf dem Platz einer Coal-Tax-Säule steht.

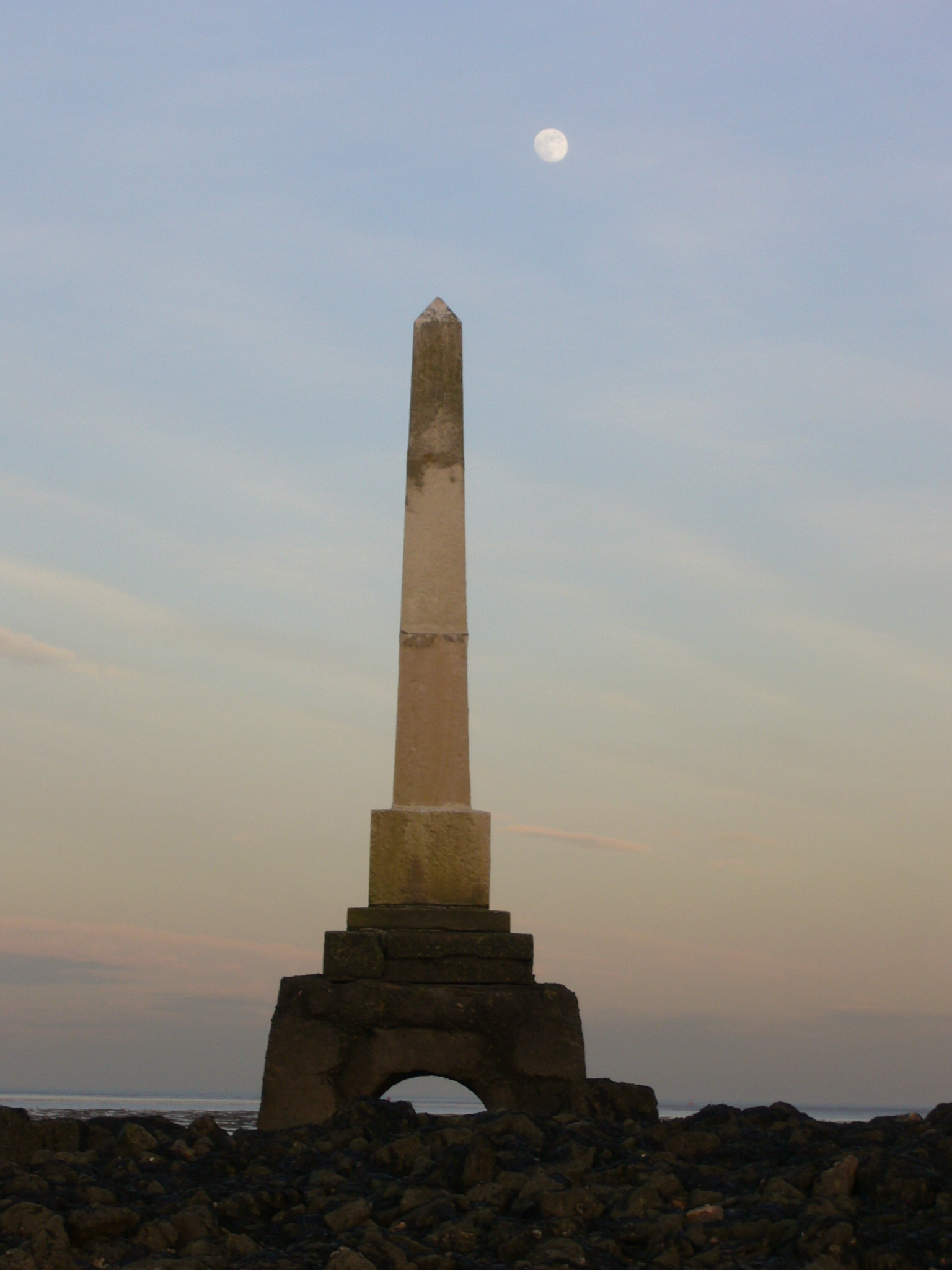
London Stone, Yantlet Creek

## Yantlet Creek
Die flussabwärts gelegene Grenze der Rechte ist ungefähr 54 km von der London Bridge und wird auf beiden Seiten des Flusses angezeigt. Auf der Ostseite steht der London Stone auf 51° 28′ 34,4″ N, 0° 40′ 39,7″ O an der Mündung des Yantlet Creek auf der Isle of Grain.
Die Gesamthöhe des Steins ist ungefähr 8 Meter. Die Säule hat eine nun nicht mehr lesbare Inschrift. Die Basis der Säule verzeichnet mehrere Würdenträger der City of London, die an der Neuaufstellung des Steins in viktorianischer Zeit beteiligt waren. Unter anderem werden dort Horatio Thomas Austin und Warren Stormes Hale, der eine Zeit lang Lord Mayor und Gründer der City of London School war, genannt.

## Crow Stone

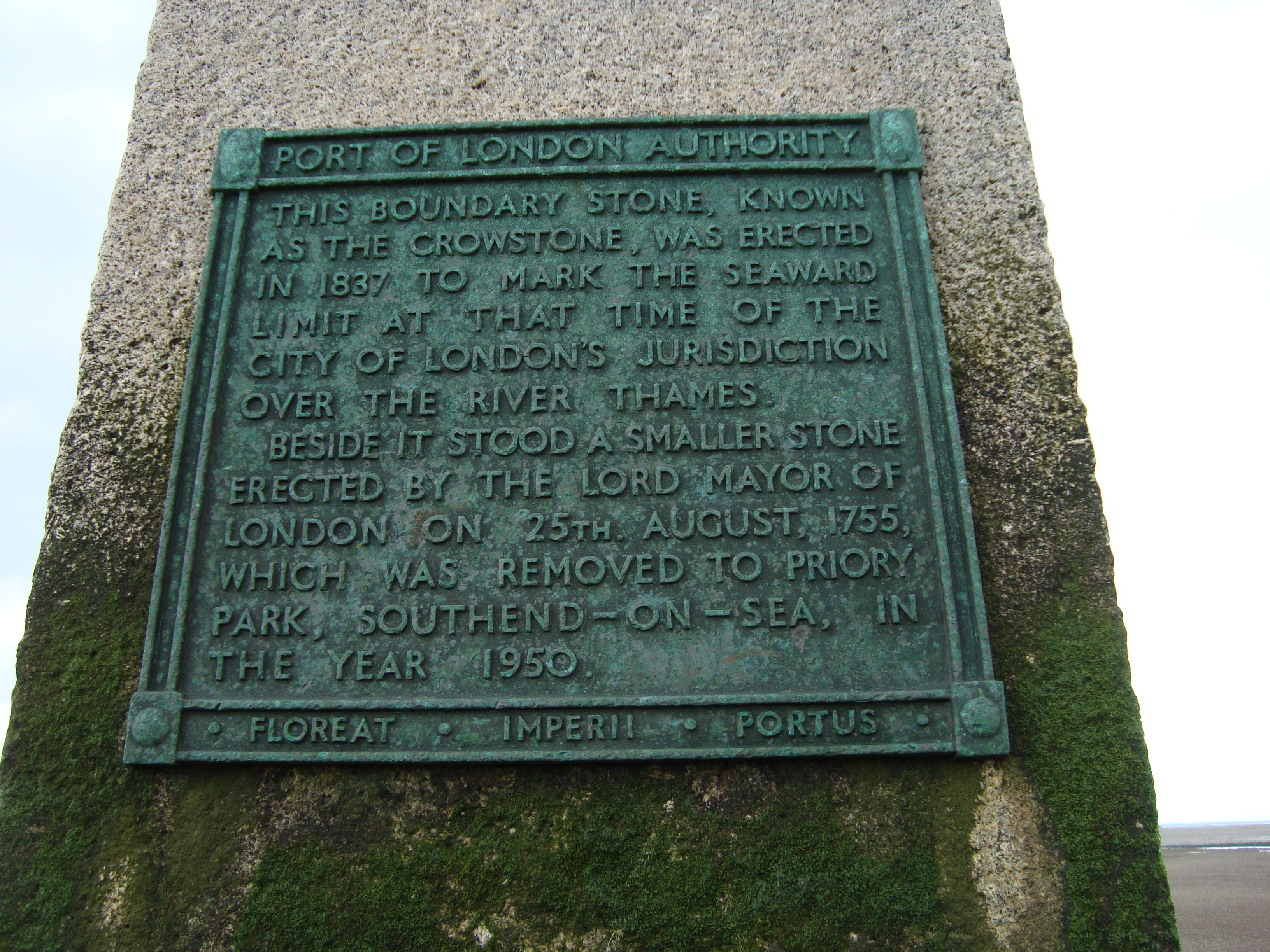
Tafel auf dem Crow Stone, Chalkwell

Der Stein auf der Nordseite ist fast genau nördlich von der Mündung des Yantlet Creek und wird als Crow Stone bezeichnet (Gelegentlich auch als Crowstone oder City Stone bezeichnet). Der Stein steht bei 51° 32′ 8,9″ N, 0° 40′ 38,6″ O am Ende der Chalkwell Avenue, Southend-on-Sea. Der Stein wurde 1837 aufgestellt und ersetzte einen kleineren Stein aus dem Jahr 1755. Der ältere Stein wurde in den Priory Park in Southend versetzt, wo er noch heute steht. Wahrscheinlich gab es seit 1285 einen Grenzstein an beiden Stellen.
Die Linie zwischen dem Crow Stone und dem London Stone am Yantlet Creek ist als die Yantlet Line bekannt und wurde für verschiedene Grenzen, wie die Verwaltungsgrenze der Port of London Authority benutzt.

## Upnor

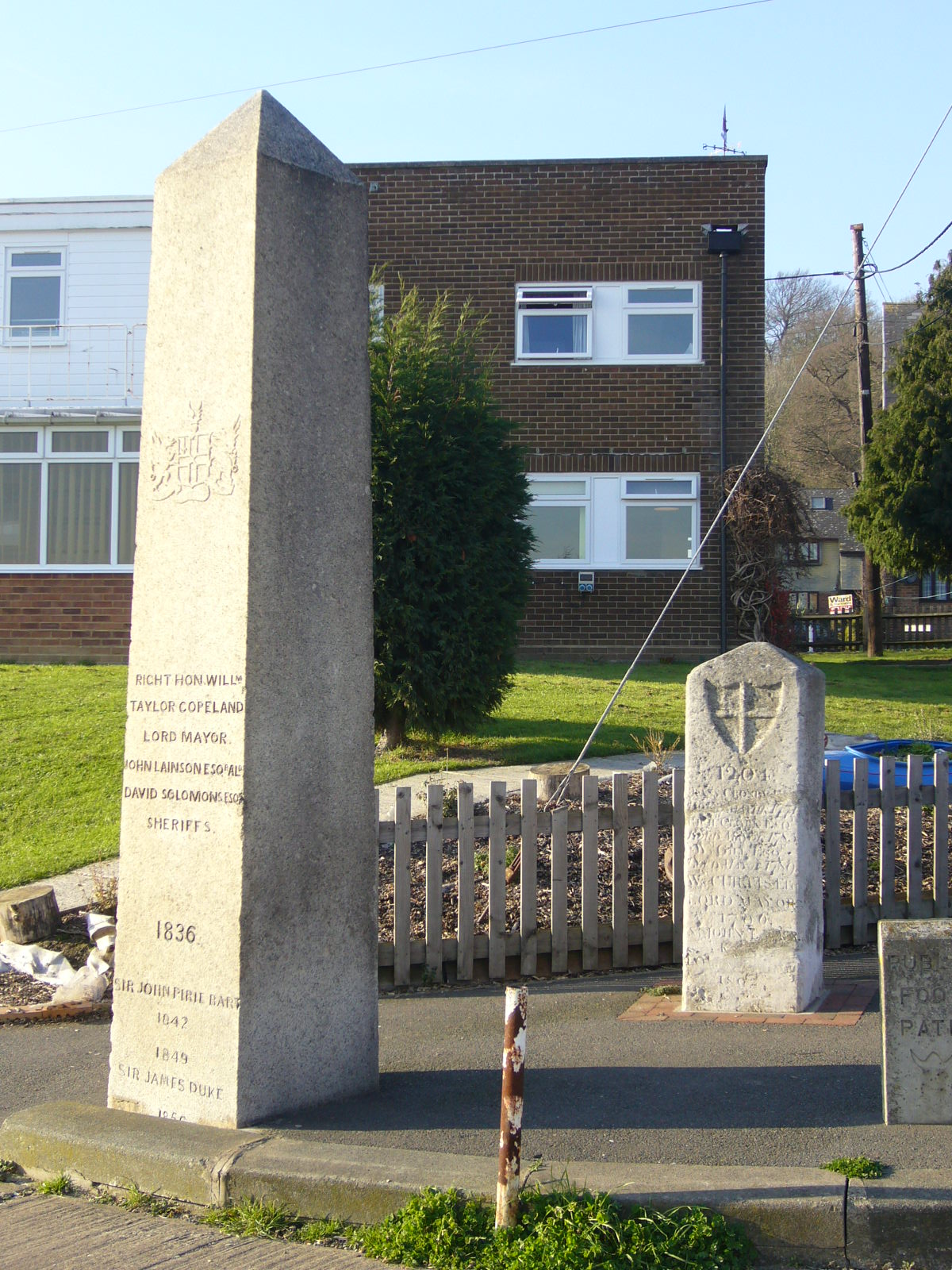
London Stones, Lower Upnor

Zwei London Stones stehen bei 51° 24′ 46,4″ N, 0° 31′ 59″ O zwischen dem Arethusa Venture Centre dem River Medway in Lower Upnor. Der ältere Stein ist auf 1204 datiert und trägt die Inschrift „God preserve the City of London“ auf der Rückseite. Abgesehen davon haben beide Steine nur die Namen verschiedener Lord Mayors und Jahreszahlen als Inschrift.